# R&S Records
R&S Records — независимый бельгийский лейбл-гигант, один из первых лейблов в Европе, который ориентирован на самый разнообразный пласт современной электронной музыки.

## История
Название R&S Records лейбл получил от имён Ренаат и Сабина (Renaat Vandepapeliere и Sabine Maes), которые являются основателями этого лейбла. В момент своего основания лейбл назывался Milos Music Belgium и только после первого релиза в 1983 году, пластинки Bubble Up от проекта Big Tony, он получил название R&S Records. С этого же времени почти на каждой новой пластинке появляется новый логотип лейбла: вставший на дыбы конь. Внешне этот логотип очень напоминает того коня, который красуется на машинах «Феррари». Первые несколько релизов лейбла были выдержаны в духе электроакустического диско, но владельцы лейбла были открыты для всех новых направлений, поэтому довольно быстро репертуар лейбла стал очень разноплановым. Молодые музыканты видели в нём поддержку своих экспериментов, поэтому с удовольствием отсылали свои демозаписи на R&S Records.
Довольно быстро R&S Records установил прочные и тесные связи с Детройтом, где в это время начинали выпускать музыку впоследствии названные отцами техно-музыки Дэррик Мэй (англ. Derrick May), Хуан Аткинс (англ. Juan Atkins) и Кевин Сондерсон (англ. Kevin Saunderson). Лейбл R&S Records стал перекидным мостиком между детройтским техно и европейскими слушателями. Многие корифеи техно-музыки предпочитали выпускаться в Европе именно на этом лейбле. R&S Records аккумулировал в себе самые лучшие примеры электронной музыки со всего мира, многие ныне популярные музыканты обязаны своей известностью этому лейблу.
В 1992 году одну из своих первых пластинок «Digeridoo», а на следующий год и альбом «Selected Ambient Works 85-92», с которого стартовала вверх немыслимыми темпами популярность музыканта, выпустил никому неизвестный тогда Aphex Twin, а японец Кэн Исии (англ. Ken Ishii) большинство своих произведений, включая альбомы, с 1993 до 1999 года выпускал именно на R&S Records.
Об американских музыкантах уже было сказано: свой первый проморелиз (тогда ещё на кассете) выпустил американский музыкант Кенни Ларкин (англ. Kenny Larkin), также неоднократно отметились Хуан Аткинс, Дэррик Мэй, Кевин Сондерсон, Карл Крэйг (англ. Carl Craig), Джош Уинк (англ. Josh Wink), Джоуи Белтрам (англ. Joey Beltram), Стейси Пуллен (англ. Stacey Pullen)и многие другие, а свои известные работы выпускал дуэт Jam & Spoon и Future Sound of London.
Со временем у R&S Records появилось множество подлейблов, где стали выпускать джангл, трип-хоп, IDM, house, драм-н-бейс и другие направления современной электроники такие музыканты как Johnny L, Майк Парадинас (англ. Mike Paradinas), Си-Джей Боланд (англ. CJ Boland); проекты Wax Doctor, Jacob’s optical stairway, Capricorn, Sun Electric. Если релиз был успешным, его тут же дублировал головной лейбл. Но визитной карточкой лейбла по признанию многих стала пластинка голландского музыканта Jaydee под названием «Plastic Dreams», выпущенная в 1992 году. Эта композиция стала настоящим хитом, на неё были сделаны десятки ремиксов, и по праву её можно назвать в числе треков, составляющих золотой фонд электронной музыки.
До своего последнего релиза R&S records в основном выпускал CD с компиляциями совершенно различных по стилистике композиций: от техно, эйсида и транса до эмбиента, драм-н-бейса и экспериментальной музыки. В 2001 первом году лейбл неожиданно перестал функционировать. Официально о закрытии объявлено не было, но неисчерпаемый поток разномастной музыки внезапно иссяк. В течение пяти лет R&S Records молчал и вдруг так же внезапно ожил в 2006-ом. Теперь лейбл стал называться более сложно, а именно R&S Mission 2. Весь год на нём идёт выпуск переизданий большинства старых релизов лейбла, а новая (или вторая, судя по названию) миссия лейбла состоит создании сетевого танцевального сообщества, а не столько в «выпуске стандартного материала для электронной сцены». Теперь лейбл позиционирует себя как интернет-площадку для всякого рода молодых музыкантов, где можно выложить свои треки, послушать и оценить других, и общаться между собой. Одним словом, всё как и на заре R&S Records, только в Сети.

## Подлейблы
Как уже говорилось выше, у R&S Records было множество подлейблов. Возникали они, поскольку основному лейблу стало элементарно не хватать воздуха, чтобы отслушать и выпустить всю ту музыку, которая стекалась в Бельгию с момента открытия R&S. Штат лейбла рос, как впрочем и доходы, поэтому Ренаат и Сабрина смогли позволить себе открывать лейблы буквально из-за одного релиза. Но этот релиз становился абсолютно успешным, поэтому открытые подразделения продолжали спокойно оставаться на плаву и выпускать тематическую музыку, часто в одной стилистике. Перечислим все эти подразделения и дадим им краткое описание:
- All Good Vinyl — драм-н-бейсовый лейбл. Функционировал с 1996 по 1997 годы
- Apollo — лейбл, выпускающий музыку в эстетике чилл-аута: эмбиент, интеллиджент техно, даунтемпо. Его деятельность продолжалась с 1992 по 2001 годы. За это время им было выпущено много ставших впоследствии бриллиантами музыкальных произведений.
- Cutty Shark — своеобразный лейбл, выпускавший музыку, по звучанию близкую к року. Создан был Ренаатом как поиски нового, отличного от техно, звучания. После четырёх синглов прекратил своё существование.
- Diatomyc — эйсид-лейбл, открытый в 93-м году на волне популярности музыки эйсид-хаус и любви к звукам синтезатора Roland TB-303. Просуществовал 6 шесть, выпустив 14 пластинок.
- ETC — данный лейбл был открыт для издания европейских популярных электронных артистов и проектов. В результате занял нишу между прогрессив и хард-трансом и музыкой в стиле «NRG», так полюбившейся молодёжи на крупных рейвах типа «Mayday» начала 90-х, и успел выпустить за год своего существования (с 1991 по 1992) чуть ли не полсотни подобных релизов.
- Generations — очень интересный лейбл, ставящий перед собой цель поддержать талантливых, но малоизвестных музыкантов и дать им развить свои способности. Одними из своих первых релизов на этом лейбле «засветились» Percy X, Steve Rachmad и John Tejada. Существовал также в середине 90-х годов.
- Global Cuts — заявлен как просто дэнс-лейбл. Большинство выпущенных на нём релизов — это коммерческий прогрессив-хаус и простая музыка для клубов. Хотя, например, бывали и исключения в виде Capricorn или представителей Детройта — Kelly Hand и Eddy «Flashin» Fowlkes. Просуществовал 8 лет, начиная с 1993 года.
- Labirynt Records — трансовый лейбл, специализирующийся на непростой, достаточно глубокой транс- и хаус-музыке. Существовал с 1993 по 1995 годы.
- Limited Club Edition — самый первый подлейбл R&S, запущенный в 1988 году. Выпустил довольно мало релизов (менее десяти), однако был одной из первых звукозаписывающих компаний в Европе, которая выпускала качественное электро, синти-поп или как тогда называли это сочетание «нью-бит». Просуществовал год.
- Maffia Music — относительно современный лейбл, появившийся в 1999 году. Занимался в основном переизданиями старых классических работ чикагских и детройтских музыкантов. Был закрыт в 2001 году.
- Outrage Recordings — этот лейбл выпускал в основном местных бельгийских музыкантов, писавших в основном техно и хаус. Знаменит тем, что именно на нём состоялся первый релиз Дейва Энджела.
- R&S Records UK — подразделение головного лейбла, находившееся в Великобритании. Британское отделение занималось переизданием некоторых релизов для местного рынка. Существовало в период с 1991 по 1992 годы.
- TZ — очень концептуальный лейбл, являющий собой образец секретности. Каждый из десяти релизов, вышедших на этом лейбле был без названия, а яблоки пластинок были абсолютно белыми. В плане музыки TZ выпускал довольно жёсткую смесь из техно, транса и эйсида.
- TNI — лейбл, который открылся в 1991 году и выпустил всего лишь одну пластинку довольно неизвестного тогда проекта «Space Cube», в котором принимали участие будущие звёзды электронной музыки Ian Pooley и DJ Tonka. На этой пластинке также есть ремикс молодого музыканта по имени Ричи Хоутин.
- Satori — подлейбл, созданный в 1995 году для выпуска местных музыкантов, но так и не развившийся. Вышло на этом лейбле всего 5 пластинок, одна из которых принадлежала впоследствии известному голландцу Orlando Voorn.

## Главные релизы
Ниже приведены некоторые знаковые релизы, выпущенные как на головном лейбле R&S Records, так и на его различных подразделениях (подлейблах). В большинстве своём эти записи (чаще всего альбомы, реже — синглы) дали их авторам всемирную известность и востребованность. Некоторые превратили своих создателей в настоящих звёзд электронной музыки. Но именно на R&S Records они делали свои первые шаги как музыканты и именно с пластинок и компакт-дисков, выпущенных здесь, их стали узнавать.
- Joey Beltram — Beltram vol.1 (R&S, 1990) (EP) — первая пластинка американца Джоуи Белтрама, с которой началась его популярность. Именно в треках с этого релиза просматривается его «фирменный» почерк: достаточно громкое и очень минималистичное техно с упором на аналоговые звуковые лупы и их частые повторы. Особенно это заметно в треке «Energy Flash». В дальнейших своих творениях Белтрам только оттачивал своё звуковое мастерство, что получалось у него с большим успехом.
- Future Sound Of London — Accelerator (R&S, 1991) — дебютный альбом знаменитого английского дуэта. Был выпущен по лицензии лейбла Jumpin' and Pumpin'. С этого альбома началось восхождение этого проекта.
- Biosphere — Microgravity (Apollo, 1992) — переиздание первого альбома знаменитого норвежца Гейра Йенссена (Geir Jenssen), выпущенного годом ранее в Норвегии. Своими экспериментами с музыкальными стилями и глубинным эмбиентом он снискал уважение многих ценителей электронной музыки. А известность ему принесла именно эта работа.